# Montgomery C. Meigs
Pour l’article homonyme, voir Meigs.
Montgomery Cunningham Meigs (3 mai 1816 - 2 janvier 1892) est un ingénieur civil, et un officier de carrière dans l'United States Army, qui a notamment servi  durant la guerre de Sécession.

## Début de carrière
Montgomery Meigs entre à l'âge de seize ans à West Point en 1832 et en sort en 1836 au début des guerres indiennes (séminoles).
Un an après sa sortie de West Point en 1837, son parcours croise celui de Robert E. Lee qu'il doit assister dans l'édification de défense sur le Mississippi et du port de Saint-Louis. Ils travaillèrent près d'un an ensemble. Meigs ne travailla plus jamais avec Robert E. Lee. Meigs admirait clairement Lee comme soldat, supérieur hiérarchique et comme ingénieur.
Les quatre années suivantes, Meigs a été affecté à Philadelphie pour améliorer le port et construire le fort Delaware. C'est durant cette affectation que Meigs se marie avec Louisa Rodgers, la fille du commodore John Rodgers, un héros de la guerre de 1812. De 1841 à 1849, il est affecté à la construction du fort Wayne près de Détroit.
Meigs a été très déçu de ne pas participer à la guerre du Mexique, mais a été impliqué dans un petit évènement significatif des États-Unis. À la suite de la dispute avec l'Angleterre au sujet de la frontière nord du territoire de l'Oregon, Meigs a été envoyé secrètement pour surveiller la zone en cas d'hostilité qui ne survirent finalement pas.
À l'issue, Meigs rejoint Washington.

## Prélude à la guerre
Meigs rejoint alors Washington pour prendre la suite du capitaine Frederick A. Smith, décédé prématurément, pour terminer la construction d'une réserve d'eau pour faire face à d'éventuels incendies dans la capitale. Promu capitaine en mars 1853, il propose au Congrès 3 options pour la réserve d'eau.

## Guerre de Sécession
Juste avant le commencement de la guerre de Sécession, Meigs et le lieutenant-colonel Erasmus D. Keyes ont été chargés par le Président des États-Unis Abraham Lincoln et le secrétaire d'État William H. Seward de concevoir un plan pour libérer le Fort Pickens, Floride, à partir d'une expédition secrète. En avril 1861, avec le lieutenant David D. Porter de la Navy, ils lancèrent l'expédition, embarquant sur ordre du Président mais à l’insu du secrétaire de la Navy ou du secrétaire à la Guerre.
Meigs a été nommé colonel du 11th U.S. Infantry le 14 mai 1861, et promu le jour suivant au grade de brigadier général et Quartier-maître général de l'Army. Le précédent Quartier-maître général, Joseph Johnston avait démissionné et était devenu général de l'armée des confédérés. Meiggs s'est forgé une réputation d'excellence, d'exigence et d'honnêteté. Il a transformé un département grand et diffus en un outil de guerre efficace. Il a été l'un des premiers à comprendre l'importance de la logistique dans la préparation de la planification militaire, et sous sa direction le ravitaillement est allé de l'avant et les troupes furent transportées sur de longues distances avec une grande efficacité.
Selon Mark Greebaum, « En juillet 1862, la campagne de la Péninsule de George B. McClellan se terminait et les forces de l'Union commençaient leur retrait des marais de Virginie, assommées par leurs pertes. Mais si ce fut un échec sur le champ de bataille, ce fut un succès retentissant du point de vue logistique, l'une des plus grandes opérations logistiques de l'histoire humaine, tout cela grâce à un seul homme: le quartier-maître général Montgomery C. Meigs. »